# Єкпенді (Алакольський район)
Єкпенді́ (каз. Екпінді) — село у складі Алакольського району Жетисуської області Казахстану. Адміністративний центр Єкпендинського сільського округу.
У радянські часи село мало назву Єкпінді або Єкпінди.
Населення — 1398 осіб (2021; 1355 у 2009, 1469 у 1999, 2004 у 1989).